# Saerom-dong
Saerom-dong (koreanska: 새롬동) är en stadsdel i staden Sejong, Sydkorea. Den ligger 120 km söder om huvudstaden Seoul.